# Bassorilievo

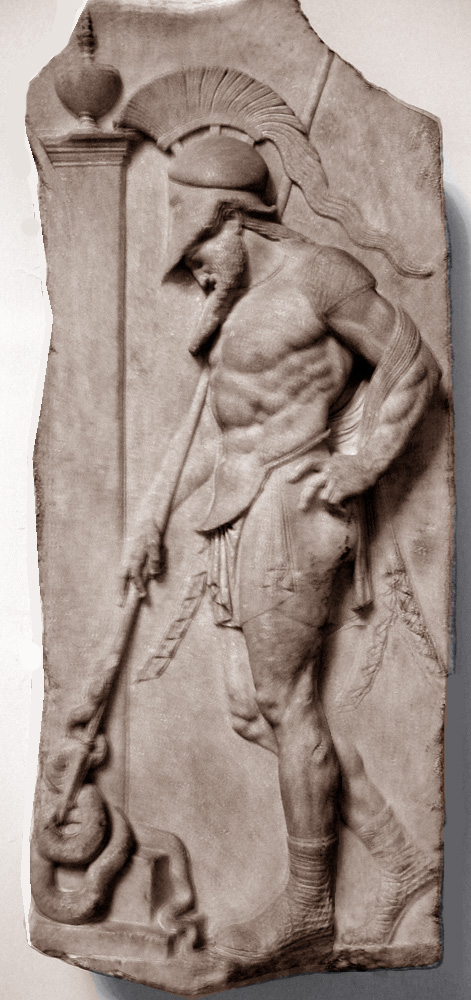
Soldato greco in armi, bassorilievo.

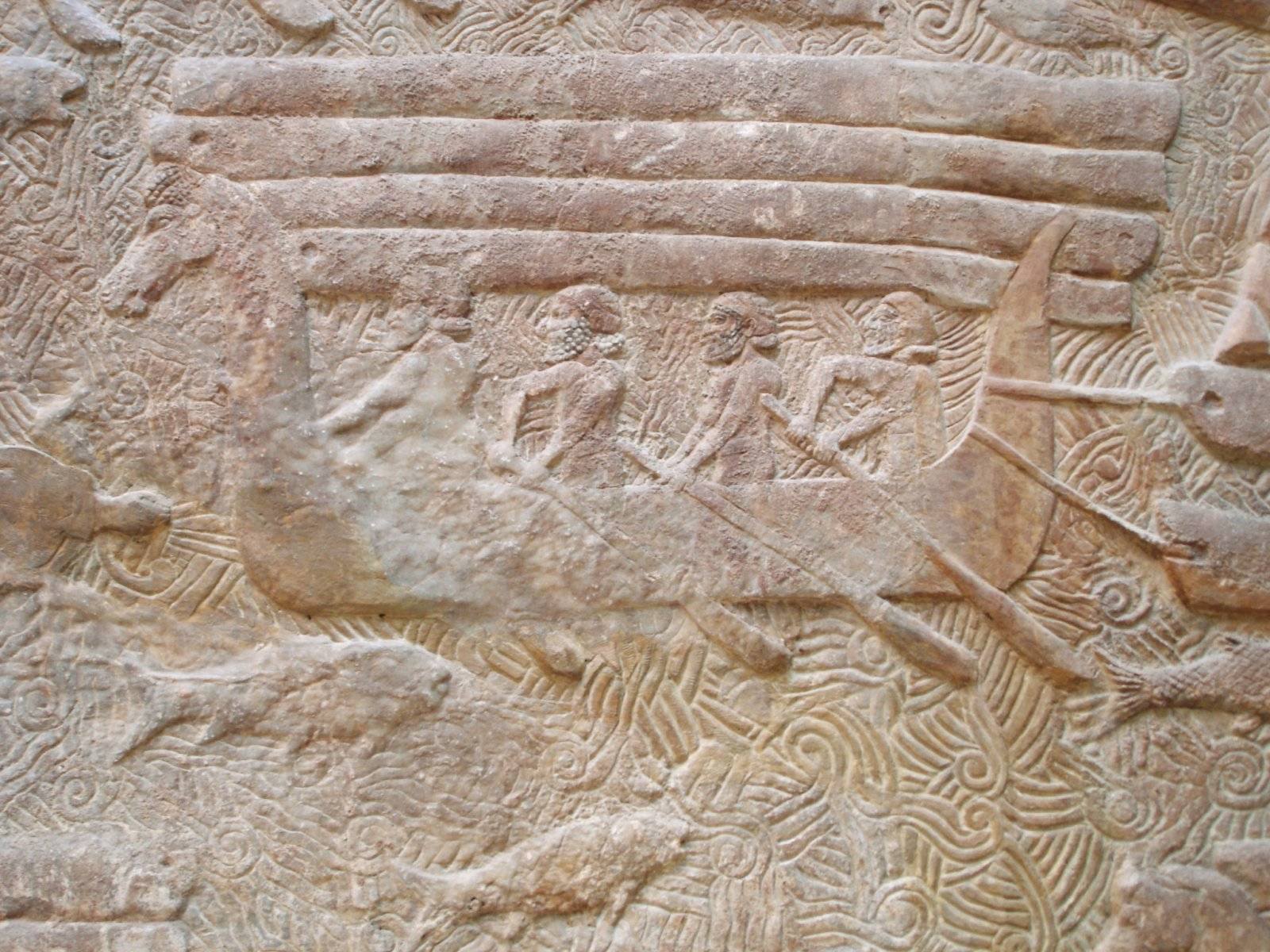
Bassorilievo assiro del palazzo di Sargon II (soprannominato L'Amato) (Parigi, Museo del Louvre).

Il bassorilievo è un tipo di scultura in cui le figure sono rappresentate su un piano di fondo (di marmo, di pietra, di bronzo, d'avorio, ecc.), dal quale sporgono con un rilievo ridotto (se la riduzione è molto forte, si ha il bassorilievo schiacciato o stiacciato). Esso produce un contrasto rialzato e dà la sensazione di vedere un quadro in rilievo.
L'immagine ritratta è rilevata sopra la superficie piatta e di sfondo. Per esempio, se una lastra di marmo è spessa 10 centimetri prima di iniziare a scolpirla, lo sfondo, alla fine, potrà essere spesso 5 centimetri e l'immagine in rilievo sarà spessa fino a 5 centimetri. In alcuni lavori di scultura la figura può essere molto più sporgente rispetto allo sfondo ed in questo caso si parla di altorilievo. Questa tecnica consente di vedere l'immagine molto più sporgente facendo vedere il soggetto senza deformazioni al variare dell'angolo.

## Opere complesse
Talvolta, delle statue sono poste di fronte ad un bassorilievo per dare profondità alla scena. In questo caso soltanto le figure attaccate alla lastra originaria sono considerate bassorilievi. Le sculture esterne possono far parte del gruppo finale ma non del bassorilievo. Un esempio di bassorilievo è "il fabbro" dello scultore gotico Andrea Pisano.

## Contesto storico
Il bassorilievo è esistito in ogni civiltà e questo tipo di scultura è stato utilizzato sia dagli antichi popoli di Egitto, Mesopotamia, India e Cina sia nei più recenti periodi del medioevo e del rinascimento dell'arte europea.
Se presso i popoli Mesopotamici, il bassorilievo assunse una funzione fondamentale e simile agli affreschi rinascimentali, nell'antica Grecia invece rimase un'attività secondaria rispetto all'altorilievo e al tutto tondo. Nel medioevo il bassorilievo tornò in auge con l'affermazione della decorazione minuta e ricca, mentre con il romanico incominciò un processo inverso che terminerà ai tempi del barocco, che però lasciò spazi per nuove vie espressive come il "rilievo schiacciato" di Lorenzo Ghiberti. Nel Novecento i movimenti cubista e dadaista, con il loro collage infarcito di elementi non pittorici, crearono un ponte fra scultura e pittura in grado di aprire nuove prospettive per il bassorilievo.

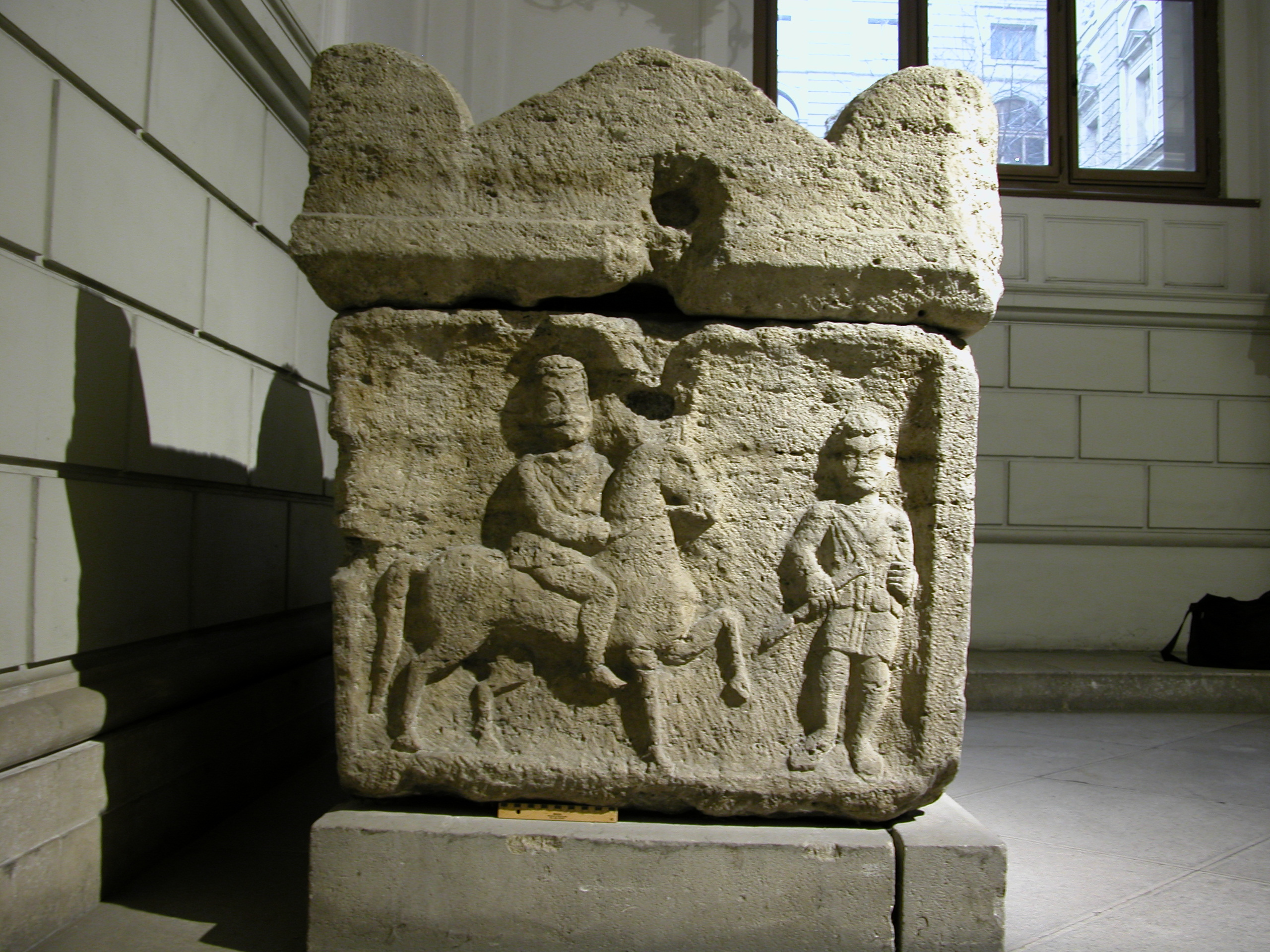
Sarkophag des M. Aurelius Valens in Wien, Kunsthistorisches Museum.

L'uso di questa tecnica è diffuso anche ai nostri giorni nella realizzazione di opere di scultura in tutto il mondo.

## Galleria d'immagini

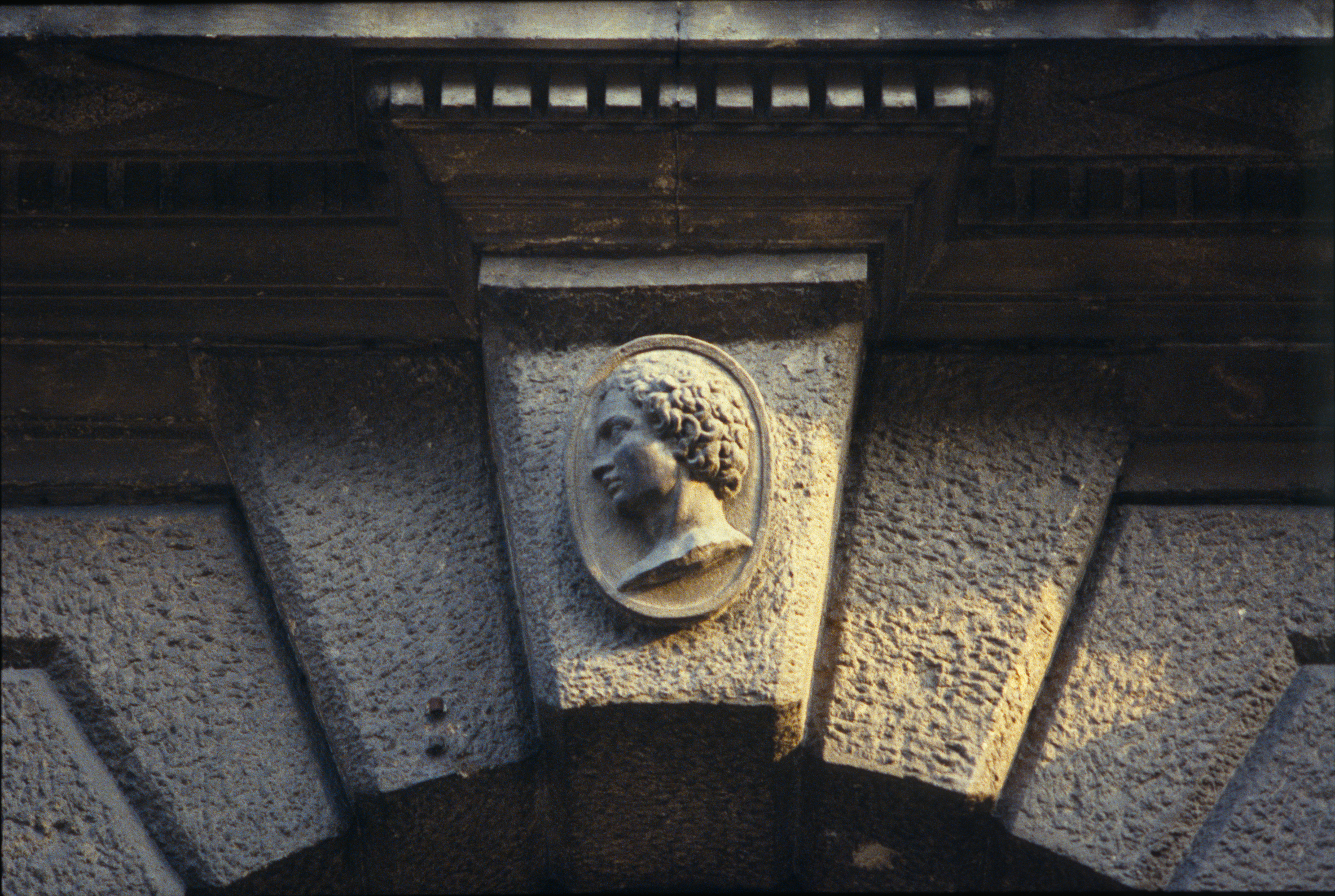
Bassorilievo di volto su una chiave di volta (Verona, Giardino Giusti).
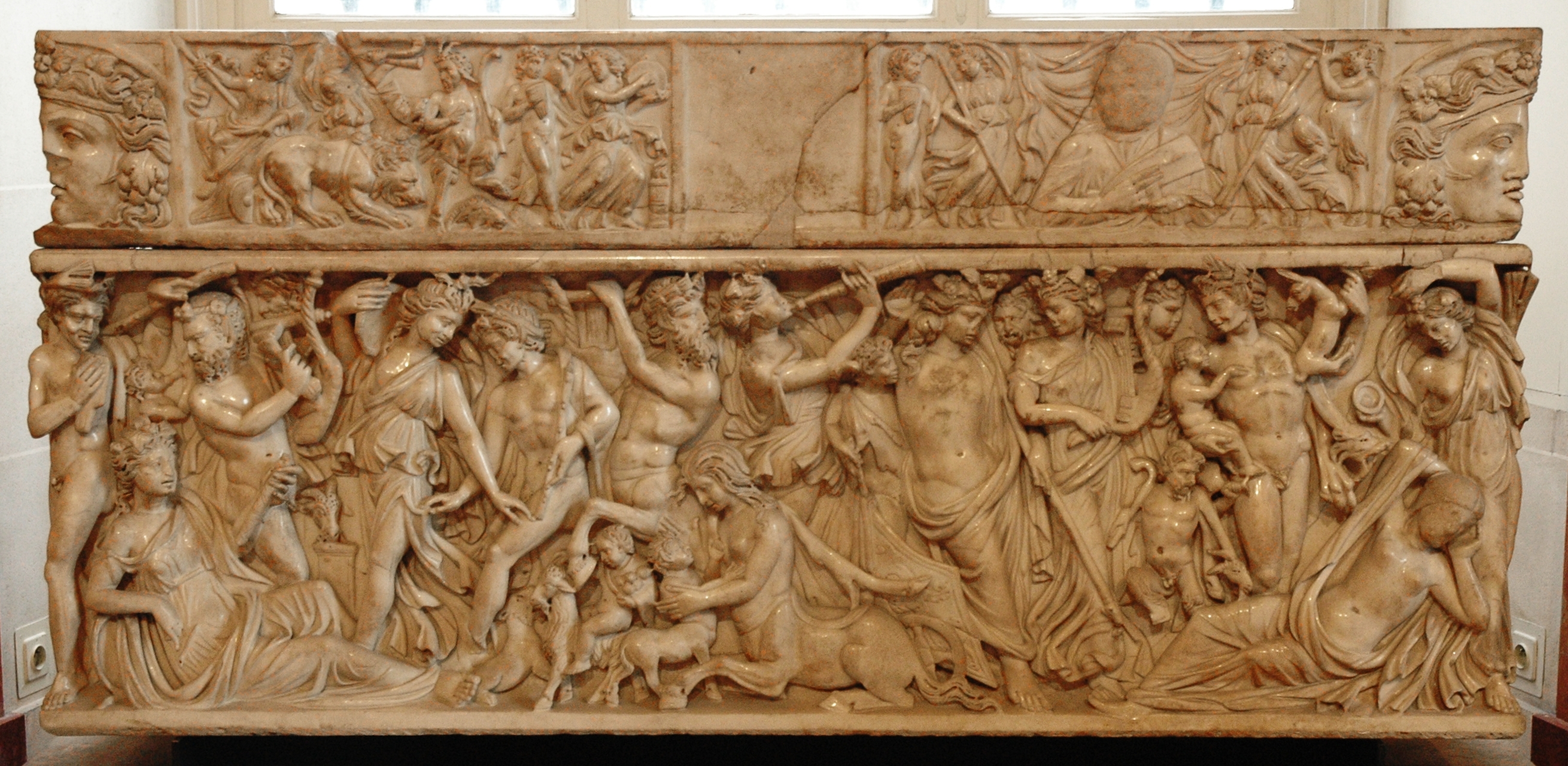
Sarcofago marmoreo romano raffigurante il mito di Bacco e Arianna (Parigi, Museo del Louvre).
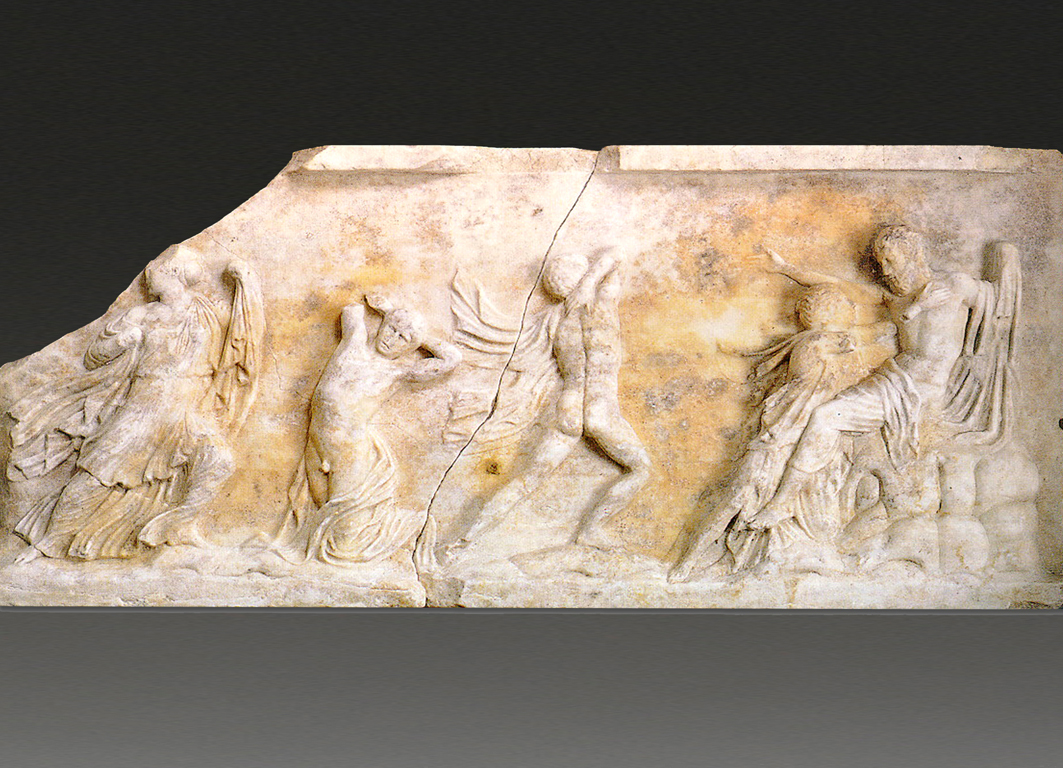
Lastra marmorea dei Niobidi (Modena, Museo Civico).